# HASC
Hierarchical administrative subdivision codes (HASC, en español «códigos jerárquicas de subdivisión administrativa») son códigos para representar los nombres de las subdivisiones (división administrativa) de países, como estados, municipio, provincia y región.
Estos son descritos en el libro Administrative Subdivisions of Countries: A Comprehensive World Reference, 1900 Through 1998 escrito por Gwillim Law. 
Los códigos son alfabéticos y tienen tamaños constantes desde el primer nivel subdivisiones. 
- VE - Venezuela
- VE.ME - Estado Mérida
- VE.ME.LI - Libertador